# Nobuteru Taniguchi
Nobuteru Taniguchi (Japans: 谷口 信輝, Taniguchi Nobuteru) (Hiroshima, 18 mei 1971) is een Japans autocoureur, die ook bekend is geworden door het drifting. Zijn meest voorkomende bijnamen zijn "NOB" (de eerste letters van zijn naam, staande voor "No One Better") of "The Pimp" (als referentie naar zijn Nissan Silvia S15).

## Carrière

### Vroege carrière
Taniguchi begon zijn autosportcarrière op de minibikes, waarbij hij op het Suzuka International Racing Course een door Honda gesponsorde All Japan Mini Bike-race won. Vervolgens stapte hij over naar vier wielen en werd aangetrokken door het drifting toen hij een Toyota AE86 kocht. Ook werkte hij in het bodykitbedrijf van eveneens driftcoureur Takahiro Ueno, genaamd Car Make T&E. Hierdoor kon hij zijn racecarrière betalen, waarin hij in verschillende driftkampioenschappen met een Toyota Celica en een Toyota Vitz reed. In 1999 won hij een Suzuka Clubman Race in een Honda Civic, waardoor hij onder de aandacht kwam van het bedrijf HKS, wat hem inlijfde als testcoureur en sponsor. Ook sponsorden zij zijn S15 Silvia voor driftevenementen.

### Drifting
Taniguchi won het eerste seizoen van het driftkampioenschap D1 Grand Prix in 2001 voor HKS. Hij bleef hier tot 2005 rijden, maar werd nooit meer kampioen, voornamelijk door de overstap naar een Toyota Altezza SXE-10 in het seizoen 2004. In 2008 en 2012 keerde hij wel terug voor enkele evenementen. Hij had de meeste overwinningen in het kampioenschap totdat Youichi Imamura dit verbeterde in 2005.
In 2005 reed Taniguchi ook buiten Japan, in de Car and Driver Super Tuner Challenge, tegen verschillende topmerken en -coureurs uit de Verenigde Staten. Hij versloeg de concurrentie met drie seconden verschil en zette de snelste tijden neer op de kwart mijl, 0-60 mijl per uur en het stratencircuit. In 2007 maakte hij de volledige overstap naar Amerika, waar hij verschillende demonstraties gaf bij Formule Drift-evenementen.
Taniguchi was ook testcoureur voor HKS in 2004 en 2007, toen hij de HKS Time Attack Mitsubishi Lancer Evolution 7 reed. Hiermee zette hij een ronderecord van 54,37 seconden op het Tsukuba Circuit, wat hij later aanscherpte tot 53,589 seconden.

### Racen
Taniguchi won de Super Taikyu in Japan in 2002 and 2005. 2002 was zijn eerste jaar van deelname aan de Super GT voor het team RE Amemiya in een Mazda RX-7. Anno 2013 neemt hij nog steeds deel aan dit kampioenschap, wat hij won in 2011 in een BMW Z4 GT3, rijdend voor het team Goodsmile Racing.
Taniguchi maakte zijn debuut in het World Touring Car Championship voor het team Scuderia Proteam Motorsport in een BMW 320si in zijn thuisrace op het Okayama International Circuit in 2009. Hierna nam hij ook deel aan de ronde op het Circuito da Guia, waarin hij met een vijftiende plaats in de tweede race zijn beste resultaat behaalde. In 2010 reed hij voor hetzelfde team in dezelfde races, waarin ditmaal een twaalfde positie op Okayama zijn beste resultaat was.
Taniguchi won de Super Taikyu opnieuw in 2009 met zijn teamgenoten Masataka Yanagida en Fariqe Hairuman in een Petronas Syntium Team BMW Z4M Coupé. Ook eindigde hij als tweede in de 24 uur van Dubai in 2010, waarbij hij ook de A5-klasse won met zijn teamgenoten Hairuman, Yanagida en Johannes Stuck in een Petronas Syntium Team BMW Z4M Coupé.